# VTV 3
VTV 3 est une chaîne de télévision thématique publique vietnamienne consacrée au divertissement et au sport, appartenant à la compagnie nationale de télévision Télé-Viêt Nam (Đài Truyền hình Việt Nam). Émanation du ministère de l'information et de la communication, elle relève également du cabinet du Premier ministre et du Comité central du Parti communiste vietnamien.

## Histoire
Mise en service le 31 mars 1996, cette troisième chaîne nationale se caractérise par sa liberté de ton. Se voulant avant tout une chaîne de divertissement, elle est rapidement devenue la plus regardée dans le pays. Émettant à raison de douze heures quotidiennes à ses débuts (quatorze heures le dimanche), puis à dix-huit heures par jour au début des années 2000, elle est diffusée en continu depuis 2006.

## Programme
Sa grille des programmes comprend des variétés, des clips, des jeux télévisés, des séries, des films et des retransmissions sportives (football notamment). La chaîne reprend sur son antenne des adaptations d'émissions étrangères à succès, comme The Voice Vietnam — Giọng hát Việt (version vietnamienne de The Voice), The Amazing Race Vietnam — Cuộc đua kỳ thú (version vietnamienne de The Amazing Race), Iron Chef Vietnam (version vietnamienne de Iron Chef), ou encore Tìm kiếm tài năng: Vietnam's Got Talent (version vietnamienne de Got Talent).....
- Trò chơi liên tỉnh - Intervilles (90s)
- Đối mặt - La Cable
- Ai là triệu phú - Who wants to be a Millionaire
- Cuộc hẹn cuối tuần
- Hãy yêu nhau đi
- Lạ lắm à nha - The Wall Song
- Nhà vô địch - 10 Fight 10
- Vua tiếng Việt - The Kings of Vietnamese
- Cùng hát lên nào - Sing On
- Tường lửa - The Wall
- Chọn đâu cho đúng - Crush
- 5 vòng vàng kỳ ảo - 5 Golden Rings
- Giọng hát Việt - The Voice - La Voz
- Ban nhạc Việt - The Band
- 6 ô cửa bí ẩn - 9 Windows
- The Wall - Tường lửa
- Ký ức vui vẻ - De Generatie Show
- Không thỏa hiệp - Divided
- Hành khách cuối cùng - The Last Passenger - O Último Passageiro - El Último Pasajero
- Hãy chọn giá đúng - The Price is Right
- Gương mặt thân quen - Your Face Sounds Familiar
- Vượt thành chiến - Block Out
- Bài hát hay nhất - Sing My Song
- Vượt thành chiến - Block Out
- Đố ai hát được - Sing If You Can
- 5 vòng vàng kỳ ảo - 5 Gold Rings
- Đêm tiệc cùng sao - Hollywood Game Night
- Đường lên đỉnh Olympia - Road to Mount Olympia
- Đấu trường 100 - 1 vs 100
- Chọn ngay đi - The Best Of All
- Thương vụ bạc tỷ - Shark Tank
- Thử thách trốn thoát - The Great Escape...

et quelques autres programmes....
Détails : Liste des émissions de Télé-Viêt Nam (en)